# Rue de Mirepoix
La rue de Mirepoix (en occitan : carrièra de Mirapeis) est une voie de Toulouse, chef-lieu de la région Occitanie, dans le Midi de la France.

## Situation et accès

### Description
La rue de Mirepoix est une voie publique. Elle se situe au cœur du quartier du Capitole.
La chaussée compte une seule voie de circulation automobile en sens unique. Elle appartient à une zone de rencontre et la vitesse y est limitée à 20 km/h. Il n'existe pas de bande, ni de piste cyclable, quoiqu'elle soit à double-sens cyclable.

### Voies rencontrées
La rue de Mirepoix rencontre les voies suivantes, dans l'ordre des numéros croissants (« g » indique que la rue se situe à gauche, « d » à droite) :
1. Rue Léon-Gambetta
2. Rue des Jacobins (g)
3. Rue Jean-Antoine-Romiguières

## Odonymie
Depuis le milieu du XVe siècle, la rue Mirepoix tient son nom du collège de Mirepoix, fondé en 1417 par l'évêque de Mirepoix, Guillaume du Puy, et qui occupait presque tout le moulon entre les actuelles rue Léon-Gambetta et des Jacobins. La rue était également connue, au XIIIe siècle, comme la rue de L'Isle ou de La Ylha, nom qu'elle devait à un habitant, Arnaud de La Ylha. À partir du milieu du XVIe siècle, ce nom disparut complètement au profit de celui du célèbre collège. En 1794, pendant la Révolution française, on la renomma rue Magnanime, mais cette nouvelle appellation ne subsista pas.

## Histoire

### Moyen Âge et période moderne
Au Moyen Âge, la rue appartient, pour la partie sud, au capitoulat de la Daurade et, pour la partie nord, au capitoulat de Saint-Pierre-des-Cuisines. L'ancien rempart gallo-romain, quoique absorbé par le développement du bourg Saint-Sernin, sert encore de délimitation entre les deux parties de la ville – la cité et le bourg – et entre les capitoulats. L'actuelle rue des Jacobins, ancien chemin qui longeait ce rempart, marque la limite.
La plupart des maisons de la rue ne sont que des dépendances des maisons qui donnent sur les deux rues voisines, la rue Argentières (actuelle rue Gambetta) et la rue de l'Orme-Sec (actuelle rue Romiguières). En 1417, collège de Mirepoix, l'évêque de Mirepoix, Guillaume du Puy, fonde un collège (emplacement des actuels no 3 et 5), destiné à accueillir huit étudiants en droit. Il lègue pour cela l'immeuble qu'il possède rue de La Ylha, avec la chapelle qu'il y a aménagé.
La fouille d'un dépotoir, situé à l'intersection de la rue Mirepoix et de la rue Romiguières, a révélé des éléments de serrurerie, un outil en fer et un creuset, suggérant son utilisation par un bronzier.

### Époque contemporaine
On trouve, au début du XXe siècle, plusieurs ateliers, tels que l'Imprimerie centrale du Midi (actuel no 5), la maison de piano Martin-Gautié (actuel no 4) et un restaurant, le Nice (actuel no 7). La vocation éducative se poursuit après l'installation, entre 1912 et 1922, de l'école Sainte-Barbe dans les bâtiments de l'hôtel Maleprade (actuel no 10). L'étroitesse de la rue explique qu'elle reste longtemps à l'écart du trafic principal. Les jours où se tient le marché sur la place du Capitole, elle est encombrée par les charrettes et les ânes des marchands. En 1960 encore, la Dépêche du Midi rapporte le travail de spécialistes, aux jarrets et aux bras d'acier, qui transportent les marchandises entre la place du Capitole et la rue de Mirepoix.

## Patrimoine et lieux d'intérêt

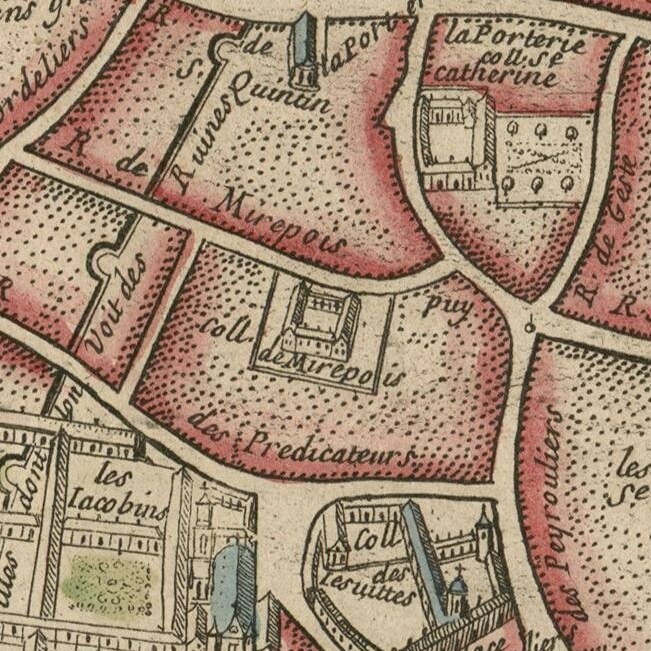
Le collège de Mirepoix au XVIIIe siècle (Plan de Tolose, Albert Jouvin de Rochefort, 1770).

- no  3-5 : emplacement du collège de Mirepoix ; immeubles. 
Les bâtiments du collège de Mirepoix sont élevés sur un terrain d'environ 3 600 m² dans la deuxième moitié du XVe siècle, après le Grand incendie de 1463. Les logements des étudiants, les salles de classe et la chapelle dédiée à saint Nicolas s'organisent autour d'une cour centrale, qui sert de cloître. Le collège est vendu à la Révolution et progressivement démoli : deux immeubles, de style néo-classique, sont construits dans la première moitié du XIXe siècle, ne laissant subsister de l'ancien collège qu'une galerie de bois. Celle-ci disparaît lors d'un incendie en 1906[9]. Un nouvel immeuble est construit à son emplacement entre 1989 et 1992, sur les plans de l'architecte Françoise Girard[10],[11].